# Sundale
Sundale est un gratte-ciel de 177 mètres de hauteur construit dans la ville de Gold Coast dans l'état du Queensland en Australie de 2013 à 2016. 
Il abrite des logements sur 55 étages.
C'est en 2017 l'un des 10 plus haut gratte-ciel de Gold Coast.
L'architecte est l'agence australienne DBI Design